# Motor Toon Grand Prix
Motor Toon Grand Prix (モータートゥーン・グランプリ?) es  un videojuego de carreras desarrollado y distribuido por Sony Computer Entertainment de Japón (SCEJ). Fue lanzado en Japón para la consola PlayStation el 16 de diciembre de 1994.
El juego fue diseñado por Kazunori Yamauchi y el equipo interno de la SCEJ que se convertiría más tarde en Polyphony Digital, la compañía detrás de Gran Turismo, El famosísimo y realista juego de carreras. Entre otras cosas, El juego es notable por su diseño artístico, el cual fue creado por el artista japonés Susumu Matsushita.
A menudo el juego es confundido con su secuela Motor Toon Grand Prix 2 debido a que esta fue lanzada en Estados Unidos con este nombre, ya que el primer juego nunca fue comercializado fuera de Japón.

## Desarrollo y lanzamiento
Motor Toon Grand Prix se desarrolló internamente en SCEJ (lo que lo convierte en el primer proyecto interno importante de Sony Computer Entertainment para PlayStation) y comenzó la producción bajo el título "Poly Poly Circuit GP". El proyecto fue dirigido por Kazunori Yamauchi, quien afirmó que el objetivo del equipo era crear una simulación de conducción realista sin distraerse del disfrute del juego. "Básicamente, no estamos tratando de falsificar la realidad. Prefiero crear la sensación de manejar un auto con control remoto, pero con el tipo de dinámica que uno esperaría de un auto real", dijo Yamauchi. "Las suspensiones de los autos realmente funcionan, hemos intentado simular las fuerzas dinámicas mientras giran en las curvas". El grupo de desarrollo de Yamauchi dentro de SCEJ más tarde formó Polyphony Digital, la compañía detrás de la serie de carreras realistas Gran Turismo. Los personajes de Motor Toon Grand Prix fueron diseñados por el artista japonés Susumu Matsushita. El juego fue lanzado exclusivamente en Japón el 16 de diciembre de 1994. Su secuela fue lanzada en territorios internacionales como una entrega independiente.

## Recepción
En su salida al mercado, Famicom Tsūshin le dio una puntuación de 27 en 40. Next Generation le dio dos de cinco estrellas. Elogiaron mucho el modo de Time Attack, pero dijeron que los modos de dos jugadores son decepcionantes debido a que la pantalla dividida recorta demasiado la vista hacia adelante del jugador y los jugadores no pueden elegir el mismo auto. También criticaron que "las debilidades extrañas de MTGP y la forma poco natural en que se manejan los autos significa que queda muy por debajo de Ridge Racer en desafío y emoción".